# Lumbrineris sarsi
Lumbrineris sarsi är en ringmaskart som beskrevs av Johan Gustaf Hjalmar Kinberg 1865. Lumbrineris sarsi ingår i släktet Lumbrineris och familjen Lumbrineridae. Inga underarter finns listade i Catalogue of Life.